# Лена Стойкович
Лена Стойкович (хорв. Lena Stojković, нар. 3 січня 2002, Спліт, Хорватія) — хорватська тхеквондистка, бронзова призерка Олімпійських ігор 2024 року, чемпіонка світу, Європи та Європейських ігор.

## Виступи на Олімпіадах
| Олімпіада  | Дисципліна | Місце |
| ---------- | ---------- | ----- |
| Париж 2024 | до 49 кг   | 3     |